# Kitchen Sink Realism
Kitchen Sink Realism (Spülbecken-Realismus) war eine englische kulturelle Bewegung in den späten 1950ern und frühen 1960ern. Die Richtung existierte sowohl im Theater als auch in der bildenden Kunst, Filmen und Fernsehen.
Der Ausdruck „kitchen sink“ bezog sich auf ein expressionistisches Gemälde von John Bratby, das die Abbildung eines Spülbeckens enthielt. Der Kritiker David Sylvester schrieb 1954 einen Artikel über neue Trends der englischen Kunst. Er nannte den Artikel „The Kitchen Sink“, in Bezug auf Bratbys Gemälde. Sylvester behauptete, es gebe unter den jungen Künstlern ein gestiegenes Interesse an „häuslichen Szenen“, wobei das Hauptaugenmerk auf der Einfachheit des Lebens liege. Bratby malte mehrere Küchenobjekte wie Siebe und Löffel, jedoch nicht ohne diese in halb-abstrakten Formen darzustellen. Außerdem malte er Bäder und schuf drei Gemälde von Toiletten.
Weitere Kitchen sink-Künstler waren z. B. Derrick Greaves, Edward Middleditch und Jack Smith. Sie bildeten gemeinsam die „Kitchen sink school“.
Die Bezeichnung wurde schnell auf eine neue Dramenart und neu entstehende Romane angewandt. Kitchen sink war eine realistische Repräsentation sozialen Lebens. Häuser auf dem Land und Blumenwiesen waren out, eiserne Regale und andere häusliche Einrichtungen waren in; so wie in John Osbornes Stück Look Back in Anger (Blick zurück im Zorn), in dem solche Dinge, prominent zum Beispiel ein Bügeleisen, Gegenstände des Bühnengeschehens waren. Dies war eine Reaktion gegen den Stil, den Noël Coward und Terence Rattigan vertraten. In Anspielung auf Osbornes Stück Look Back in Anger wurde eine Gruppe von britischen Dramatikern und Schriftstellern, die in ihren Werken Kitchen Sink Realism darstellten und deren Helden meist „zornige junge Männer“ der Arbeiterklasse waren, als Angry-Young-Men-Bewegung bezeichnet. Zu ihnen gehörten u. a. auch die Dramatiker Arnold Wesker und Shelagh Delaney und die Romanschriftsteller Kingsley Amis und Alan Sillitoe.